# Schwobsheim
Schwobsheim è un comune francese di 329 abitanti situato nel dipartimento del Basso Reno nella regione del Grand Est.

## Società

### Evoluzione demografica
Abitanti censiti